# Macario (Film)
Macario ist ein mexikanisches übernatürliches Filmdrama aus dem Jahr 1960 unter der Regie von Roberto Gavaldón mit Ignacio López Tarso und Pina Pellicer in den Hauptrollen. Der Film basiert auf dem gleichnamigen Roman von B. Traven, der lose auf einer alten Grenzlegende basiert und im Vizekönigreich Neuspanien (dem heutigen Mexiko) spielt.
Er war der erste mexikanische Film, der für einen Oscar als bester internationaler Film nominiert wurde, und wurde 1960 auf den Filmfestspielen von Cannes gezeigt. Macario gilt bei Kritikern und Publikum als einer der besten mexikanischen Filme aller Zeiten.

## Handlung
Im Mittelpunkt der Geschichte steht Macario, ein armer, indigener Holzfäller im kolonialen Mexiko, der am Vorabend des Tag der Toten verbittert ist, weil er so arm und hungrig ist. Seine wirtschaftliche Lage bringt ihn und seine Familie an den Rand des Verhungerns. Nachdem er eine Prozession mit gebratenen Truthähnen gesehen hat, träumt er davon, einen ganzen gebratenen Truthahn allein zu essen. Er verkündet seiner Frau und seinen Kindern, dass er nichts mehr essen wird, bis sein Traum wahr geworden ist. Seine besorgte Frau stiehlt einen Truthahn und gibt ihn Macario, bevor er zur Arbeit in die Berge geht.
Doch gerade als Macario den Truthahn essen will, erscheinen ihm drei Männer. Der erste ist der Teufel in Gestalt eines feinen Herrn, der Macario verführt, um ein Stück vom Truthahn zu bekommen. Der zweite ist Gott in Gestalt eines alten Mannes. Macario weigert sich, den Truthahn mit einem der beiden zu teilen, denn er glaubt, dass beide die Mittel haben, sich zu nehmen, was sie wollen.
Als ihm eine dritte Gestalt erscheint, ein Bauer wie er selbst, teilt er bereitwillig den Truthahn mit dem Mann. Der dritte Mann ist niemand anderes als der Tod selbst. Der Tod ist sich nicht sicher, warum Macario den Truthahn mit ihm teilt und nicht mit dem Teufel und Gott. Macario antwortet: "Jedes Mal, wenn du auftauchst, ist keine Zeit für etwas anderes."'Macario hofft, seinem vermeintlich bevorstehenden Tod zu entkommen, indem er die Zeit gewinnt, die er und der Tod zum Essen brauchen. Der Tod ist amüsiert, nennt Macario zum Ausgleich seinen „Freund“ und schenkt ihm ein Wunderwasser, das alle Krankheiten heilt. Erscheint der Tod an den Füßen des Kranken, kann er mit dem Wasser geheilt werden, erscheint er jedoch am Kopf des Kranken, ist er zum Tode verurteilt. Diese „Freundschaft“ hält jahrelang an, aber sie sprechen nie miteinander, sondern starren sich nur an.
Der Tod deutet an, dass Macario ihn später an diesem Tag treffen wird. Macario kehrt nach Hause zurück und findet seinen Sohn bewusstlos und schwer verletzt vor, nachdem er in einen Brunnen gefallen ist. Macario heilt seinen Sohn mit Wasser und wird schließlich als Wunderheiler bekannt, was so viel Aufsehen erregt, dass ihn die Kirche der Ketzerei bezichtigt und sogar der Vizekönig seine Dienste zur Heilung seines Sohnes in Anspruch nimmt. Ihm wird die Freiheit versprochen, wenn er den Jungen retten kann, andernfalls wird er auf dem Scheiterhaufen verbrannt.
Leider muss der Tod „das Kind mitnehmen“, so dass Macario in seiner Verzweiflung bettelt und zu fliehen versucht, nur um in die Höhle des Todes zu gelangen, wo er dafür getadelt wird, dass er sein „Geschenk“ in eine Ware verwandelt hat. Der Tod zeigt ihm die Kerzen, mit denen die Höhle gefüllt ist, Tausende von Kerzen, die alle für das Leben eines Menschen stehen. Die Herstellung des Wachses und die Länge der Kerze sind Teil der Lebenszeit eines bestimmten Menschen. Vor Macarios Augen löscht der Tod die Kerze des Sohnes des Vizekönigs. Als Macario sieht, wie kurz seine Kerze ist, bittet er den Tod, sie zu retten. In seiner Verzweiflung nimmt Macario seine Kerze und rennt aus der Höhle, ohne auf die Rufe des Todes zu hören.
Die letzten Szenen beginnen in der Dämmerung des Tages, an dem Macario den Truthahn mit dem Tod geteilt hat. Er ist nicht nach Hause gekommen, und seine Frau und einige Dorfbewohner machen sich auf die Suche nach Macario im Wald, nur um ihn friedlich tot neben einem Truthahn zu finden, der in zwei Hälften geteilt ist: eine gegessen, die andere unberührt, als wäre er gestorben, ohne seinen Traum zu verwirklichen, einen ganzen Truthahn für sich selbst zu essen.

### Vergleich zum Roman
Der Film basiert auf der Erzählung „Der dritte Gast und andere Erzählungen“ von B. Traven. Travens Erzählung (basierend auf dem Märchen der Gebrüder Grimm Der Gevatter Tod) unterscheidet sich von der Handlung des Films insofern, als der Tod im Buch den Verlauf der Ereignisse, die zu Macarios Untergang führen werden, bereits zu kennen scheint („Wenn die Leute erst einmal davon erfahren, wirst du nicht mehr aufhören können“) und dass der Tod aus Dankbarkeit für die Wiederherstellung seiner Energie für weitere 100 Jahre einen letzten Gefallen gewährt, der Macarios Familie und Macario selbst vor der öffentlichen Entehrung durch das Urteil der Inquisition bewahrt.

## Kritiken
Macario wurde von den Kritikern gelobt. Auf der Bewertungsplattform Rotten Tomatoes hat der Film eine 100%ige Zustimmung auf der Grundlage von 6 Bewertungen, mit einer durchschnittlichen Bewertung von 9,0/10. Er war einer der erfolgreichsten mexikanischen Filme des Jahres und spielte in den ersten fünf Wochen im Alameda-Theater in Mexiko-Stadt 80.000 $ ein.

## Auszeichnungen
| Auszeichnung                               | Jahr | Kategorie                       | Empfänger           | Resultat  |
| ------------------------------------------ | ---- | ------------------------------- | ------------------- | --------- |
| Oscar                                      | 1960 | Bester Fremdsprachiger Film     | Macario             | Nominiert |
| Internationale Filmfestspiele von Cannes   | 1960 | Goldene Palme                   | Roberto Gavaldón    | Nominiert |
| Cinema Writers Circle Awards               | 1963 | Best Latin-American Film        | Macario             | Gewonnen  |
| San Francisco International Film Festival  | 1960 | Bester Schauspieler             | Ignacio López Tarso | Gewonnen  |
| Semana Internacional de Cine de Valladolid | 1961 | Award of the City of Valladolid | Roberto Gavaldón    | Gewonnen  |